# NGC 6561
NGC 6561 је ознака објекта на координатама са ректансцензијом 18h 10m 30,0s и деклинацијом - 16° 43" 28'. Открио га је Вилијам Хершел, 27. јуна 1786. Каснијим посматрањима на том положају није уочен никакав астрономски објекат.